# Nederland's Adelsboek
Le Nederland's Adelsboek, appelé couramment le « Livre rouge », est une série de volumes commencés en 1903 et publiés par le Centraal Bureau voor Genealogie, organisme généalogique central des Pays-Bas.
Il y est donné mention et un aperçu généalogique de toutes les familles nobles officielles du royaume des Pays-Bas selon l'ordre alphabétique.
Dès qu'une série allant de A à Z est terminée, une nouvelle recommence. La plupart des volumes se contentent de donner un état présent des familles, mais une série spéciale commencée dès 1988 entreprend d'en donner les généalogies complètes. Cette série est en cours d'achèvement.
Le Livre rouge fait pendant au Nederland's Patriciaat (le « Livre bleu »), commencé en 1910, et qui reprend les anciennes familles patriciennes de l'ancienne république des Provinces-Unies, familles des régents et des anciens hommes d'État, comme les familles des grands pensionnaires tels les Oldenbarnevelt, les de Witt, les Heinsius, des amiraux, tels les De Ruyter, ou des ambassadeurs des Provinces-Unies, généralement plus illustres que les familles nobles, celles-ci étant très peu nombreuses et étant exclues des hautes fonctions civiles de la République, la noblesse nationale n'existant officiellement dans ce pays qu'à partir de 1815 et la création du royaume uni des Pays-Bas date où a commencé une politique d'anoblissement de diverses familles.